# San Placidokerk

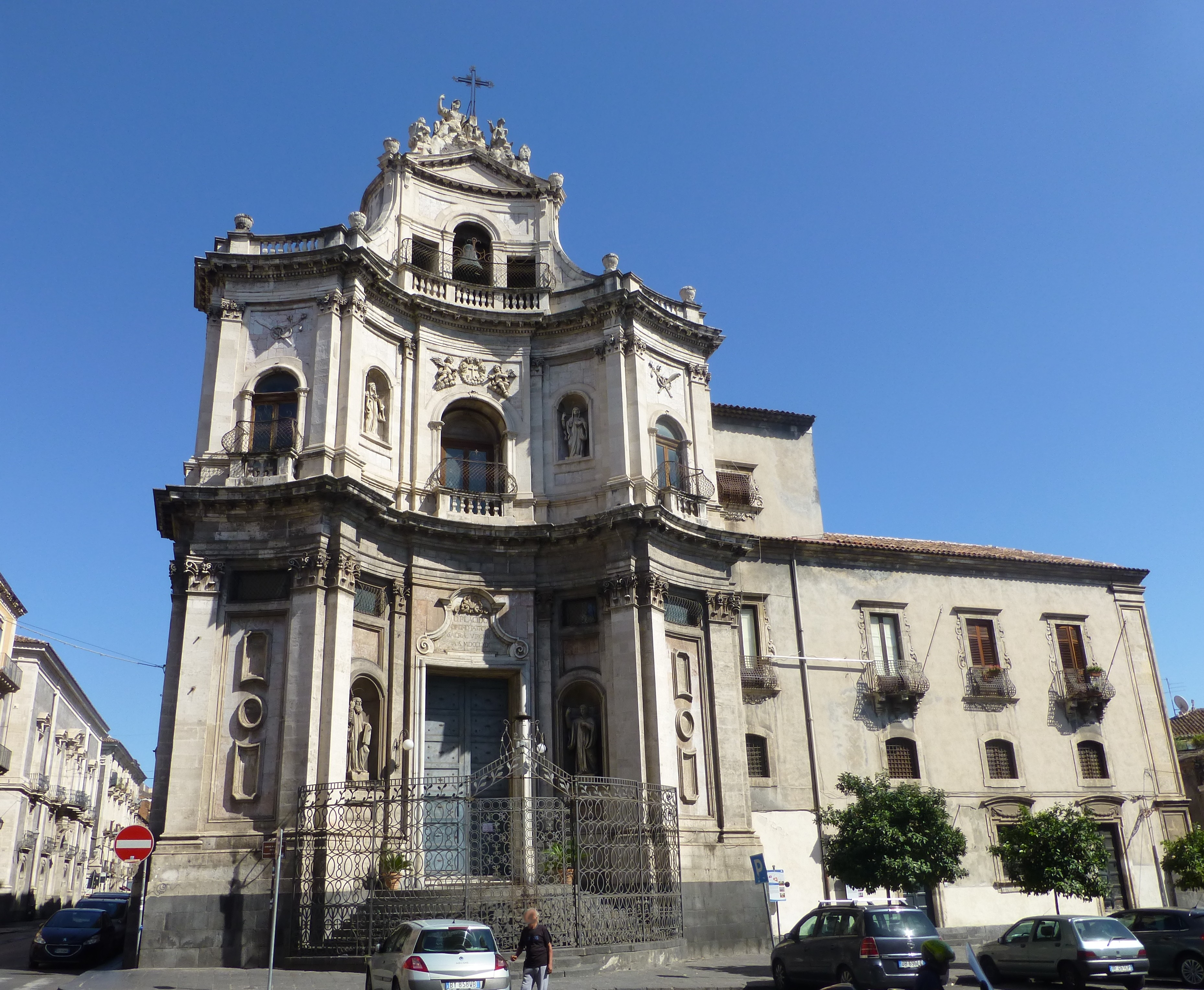
San Placidokerk in Catania, Italië

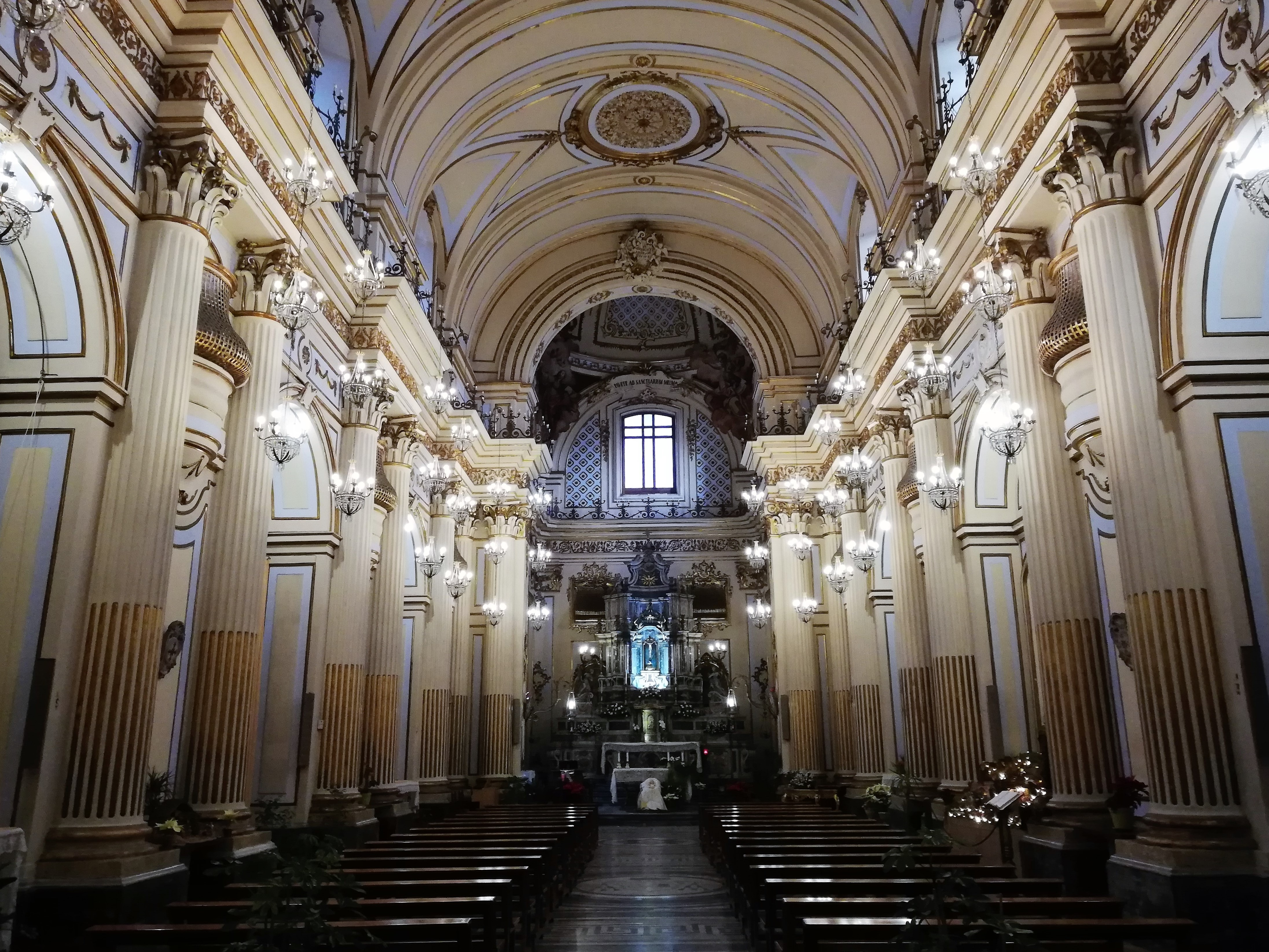
Binnenzicht

De San Placidokerk bevindt zich in de Siciliaanse stad Catania, in de wijk Civita aan het plein San Placido. Het is een voormalige benedictinessenkerk met het voormalige klooster San Placido ernaast gelegen.
De kerk is toegewijd aan de heilige Placidus, een medewerker van de heilige Benedictus. 
De stijl is laatbarok van Catania of in het algemeen ook als Siciliaanse barok benoemd. De huidige of tweede versie werd ingewijd in 1723; de eerste in 1420.

## Historiek
In 1409 verwierf de familie Platamone, een machtige familie in Catania, de plek. Naar verluidt stak in de grond een ruïne van een Romeinse tempel voor de god Bacchus. Het domein maakte deel van een groter geheel van het stadspaleis Platamone dat reikte tot de haven van Catania. De familie schonk het domein prompt aan de benedictijnen, die er een abdij voor benedictinessen liet opbouwen. De abdijkerk werd ingewijd in 1420.
Ten gevolge van de desastreuze aardbeving die Sicilië teisterde in 1693 stortte alles in. De dodentol in het klooster was hoog. Waarschijnlijk overleefden slechts drie benedictinessen de aardbeving. Zij zorgden voor de heropbouw; hun architect was Stefano Ittar. De bouwwerken waren klaar in 1723. Typisch aan de San Placidokerk is de concave voorzijde die eindigt in twee vooruitstekende punten. De monumentale ingangspoort staat in het midden. Eenzelfde vorm is ook te zien aan de Basilica della Collegiata waar de concave zijde meer rijkelijk is uitgewerkt. De kerk heeft een enkel schip.
Links en rechts van de poort staan beelden van de heilige Placidus en de heilige Benedictus. In kleiner formaat staan boven de poort beelden die de heilige Scholastica en Gertrudis voorstellen. Deze vier beelden zijn het werk van beeldhouwer Carmelo Distefano, uit het midden van de 19e eeuw. De toegang is omringd door een smeedijzeren hek, dat een convexe vorm heeft. In 1873 werd de abdij afgeschaft.
Van 1976 tot 1979 was de San Placidokerk in herstel wegens problemen van stabiliteit.